# Rundmossesläktet
Rundmossesläktet (Rhizomnium) är ett släkte av bladmossor som växer i mest i fuktiga till våta  miljöer. Rhizomnium ingår enligt Catalogue of Life i familjen Mniaceae, men enligt Dyntaxa är tillhörigheten istället familjen Cinclidiaceae.
Familjen Cinclidiaceae omfattar i Norden tre släkten (Cinclidium, Rhizomnium och Cyrtomnium). Rundmossesläktet omfattar tretton arter globalt varav fem i Norden (mest norrut). Arterna är 1cm-15 cm stora, alltså mycket små till ganska stora. Balden är äggrunda till cirkelrunda och stora, glest sittande.
Tidigare räknades fler mossor till stjärnmossesläktet Mnium. Enligt modern klassificering (Nationalnyckeln) räknas vissa arter numera till praktmossesläktet Plagiomnium, källpraktmossesläktet Pseudobryum och rundmossesläktet Rhizomnium.

## Taxonomi
Arter enligt Catalogue of Life och Dyntaxa:
- polarrundmossa
- Rhizomnium appalachianum
- Rhizomnium glabrescens
- liten filtrundmossa
- Rhizomnium hattorii
- Rhizomnium horikawae
- stor rundmossa
- Rhizomnium nudum
- Rhizomnium parvulum
- filtrundmossa
- bäckrundmossa
- Rhizomnium striatulum
- Rhizomnium tuomikoskii